# 张金哲
张金哲（1920年9月25日—2022年12月24日），天津人，中国小儿外科学专家，是中国小儿外科的主要创始人，中国工程院院士。

## 生平
张金哲于1920年生于天津宁河县寨上庄。1938年考入燕京大学医预系，1941年考入协和医学院，不久太平洋战争爆发，学校停办。1943年辗转至上海，在上海医学院学习，1945年毕业后赴北平，到中和医院（今北京大学人民医院）任外科实习医师。1947年任北京大学医学院附属医院外科住院医师、总住院医师。1955年调至新建立的北京儿童医院工作，历任外科主任、副院长及首都医科大学小儿外科教授，为小儿外科特级主任医师、博士生导师。1956年12月加入中国共产党。1997年当选中国工程院院士。
2022年12月24日在北京病逝，享年102岁。